# Philippe Rey (homme politique)
Pour les articles homonymes, voir Philippe Rey et Rey.
Philippe Rey est un homme politique français né le 9 juillet 1793 à Labastide [précision manquante pouvant porter à confusion] (Tarn) et décédé le 31 juillet 1860 à La Rochelle (Charente-Maritime).

## Biographie
Sorti de l'école militaire de Saint-Cyr en 1813, il fait les dernières campagnes de l'Empire, avant d'être mis en demi solde sous la Restauration. Il est réintégré en 1823, lors de la campagne d'Espagne, et devient chef de bataillon en 1830, puis colonel quelques années plus tard. Il est député du Tarn de 1848 à 1851, siégeant avec les républicains modérés. Il est nommé général de brigade le 12 juin 1848. Il est mis à la retraite après le coup d’État du 2 décembre 1851, auquel il s'oppose.

## Sources
- « Philippe Rey (homme politique) », dans Adolphe Robert et Gaston Cougny, Dictionnaire des parlementaires français, Edgar Bourloton, 1889-1891 [détail de l’édition]